# Oelingrath
Oelingrath ist eine Ortschaft im Norden der bergischen Großstadt Remscheid (Stadtbezirk Lüttringhausen) in Nordrhein-Westfalen/Deutschland nahe der Stadtgrenze zu Wuppertal-Ronsdorf.

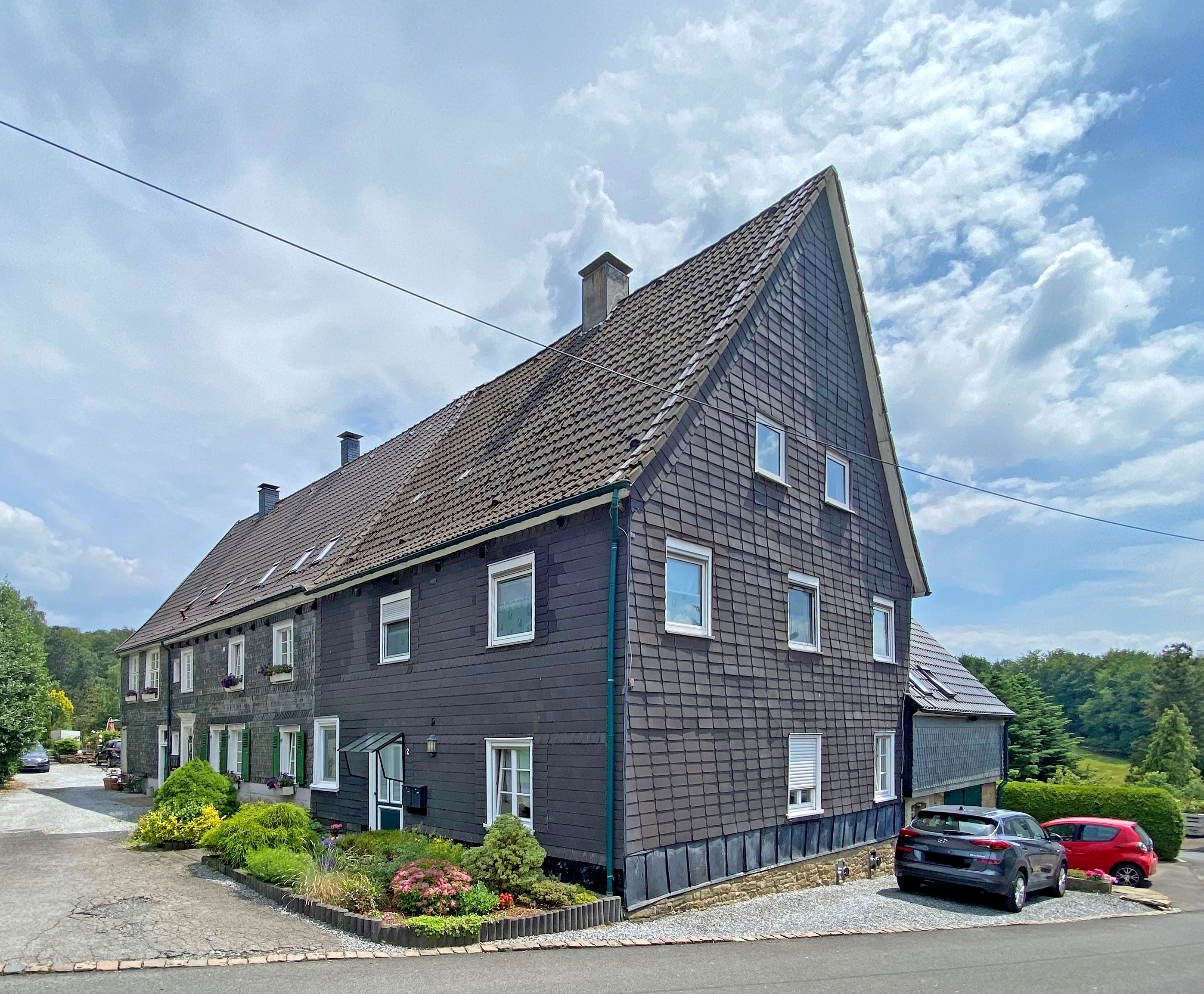
Baudenkmal Doppelhaus Oelingrath 2/3

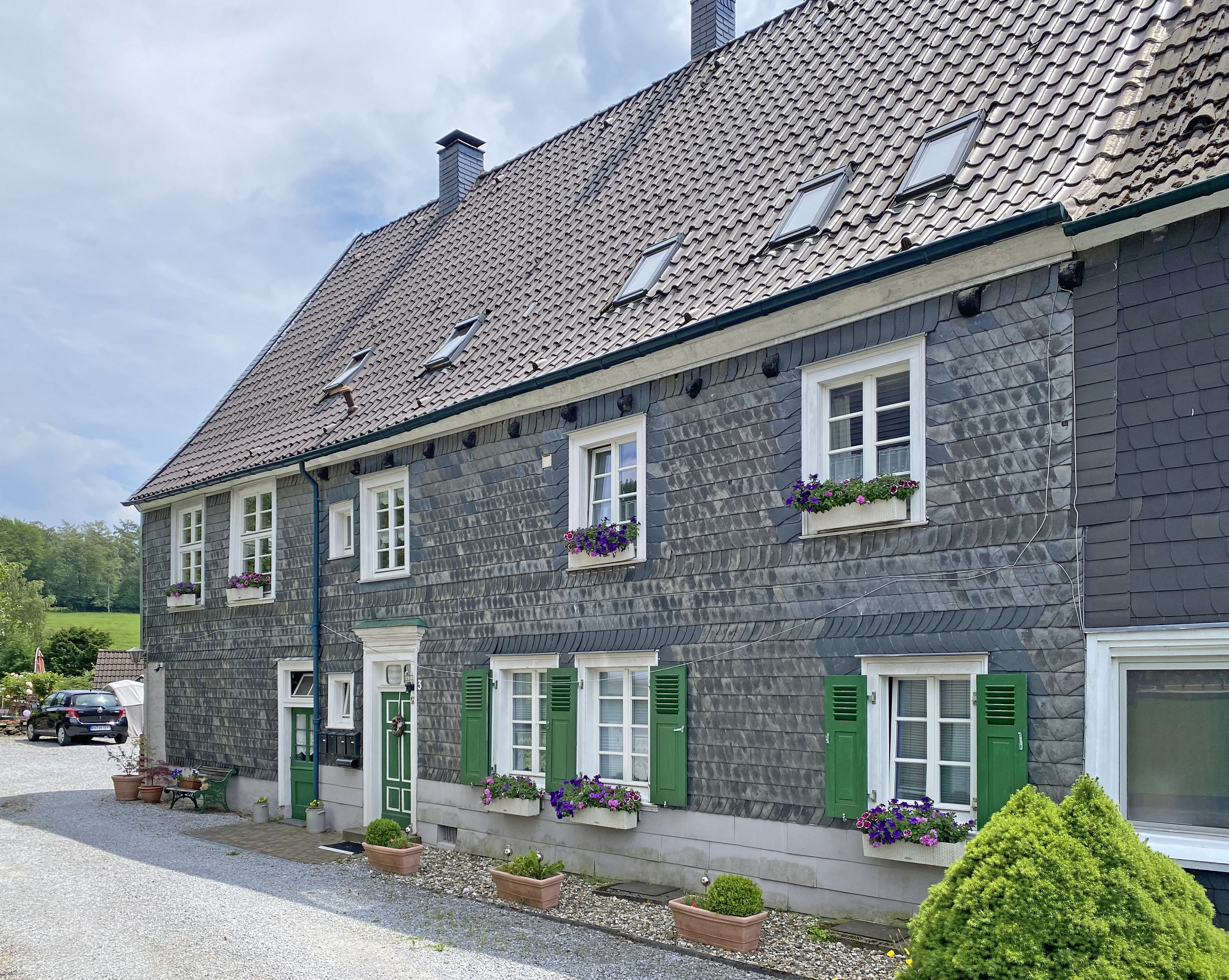
Baudenkmal Oelingrath 3

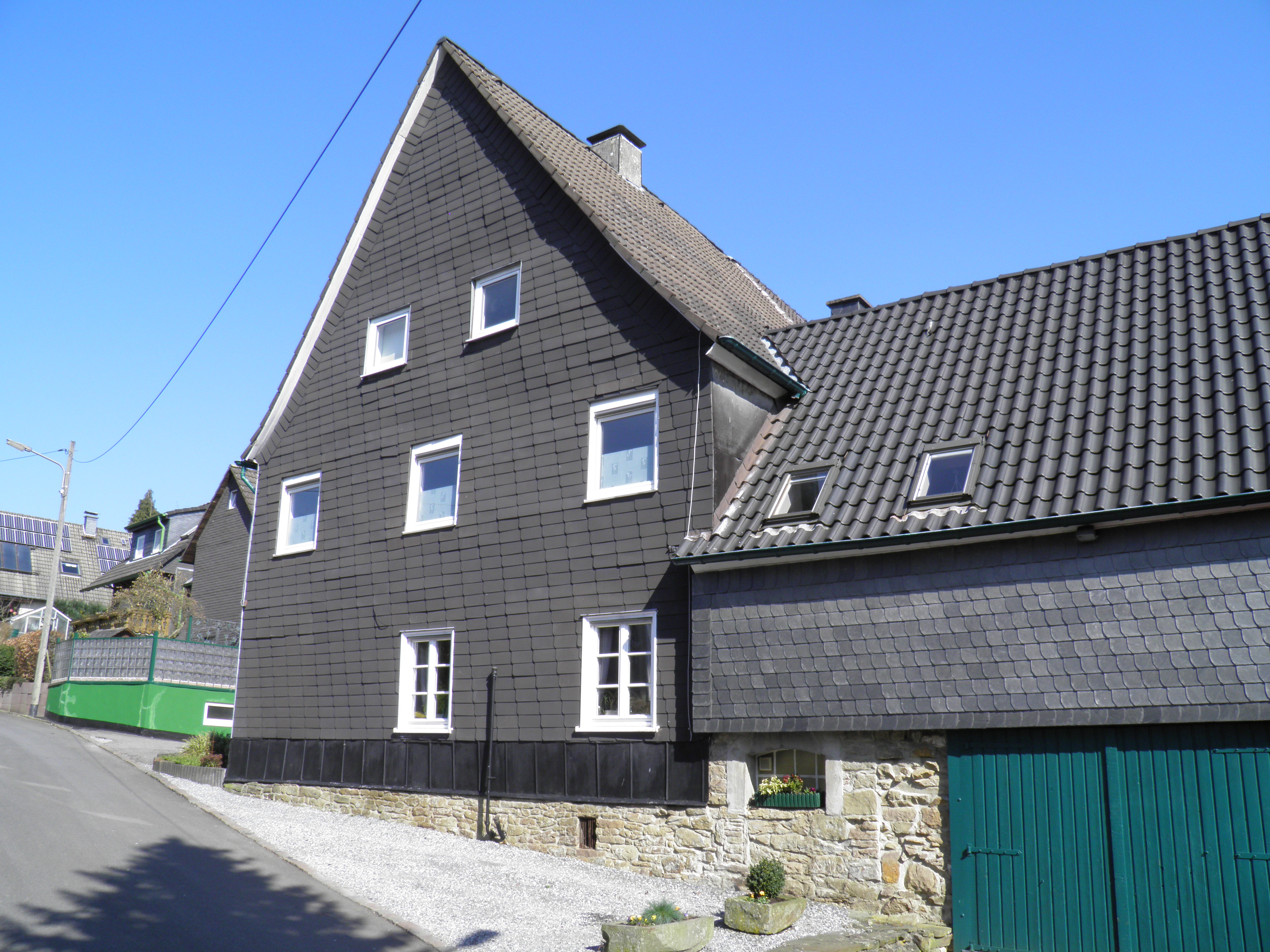
Altes Bauernhaus (Haus 2) in der Hofschaft Oelingrath

## Lage und Beschreibung
Sie ist heute mit der Ortslage Langenhaus unmittelbar verbunden und liegt auf einer Höhe von 282 Metern über Normalnull. Die Straße in südlicher Richtung führt zum Grund und weiter zum Morsbachtal. In Oelingrath gibt es 34 Wohngebäude, einige teilweise sehr alte verschieferte Fachwerkhäuser und ansonsten in einer neuen Stichstraße ausnahmslos Neubauten. Auch wenn die Hofschaft durch die alten Bauernhäuser ein ländliches Erscheinungsbild hat, so spielt die Landwirtschaft hier heute keine Rolle mehr.
Bei Oelingrath entspringt der Oelingrather Bach, der südlich bei der Ortschaft Grund in den Grunder Bach mündet, einen Zufluss des Morsbachs.

## Geschichte
Eine erste Erwähnung des Ortes fand im Jahre 1471 statt. In der Topographia Ducatus Montani von Erich Philipp Ploennies von 1715 ist er als „Ulingradt“ aufgezeichnet. In diesem Kartenwerk ist auch eine alte Kohlenstraße eingezeichnet, die östlich der Ortschaft durch die Ortslage Neuland verlief und das südliche Ruhrgebiet mit Remscheid verband. Sie diente insbesondere dem Transport von Kohle zu den metallverarbeitenden Betrieben im Morsbachtal und im Raum Remscheid. Diese Straße hat sich stellenweise im Laufe der Jahrhunderte zu einem Hohlweg ausgebildet, der 2009 in diesen Abschnitt als Bodendenkmal ausgewiesen wurde.

## Denkmäler
Die Kohlenstraße hat sich stellenweise im Laufe der Jahrhunderte zu einem Hohlweg ausgebildet, der 2009 in diesen Abschnitt als Bodendenkmal ausgewiesen wurde. Die Häuser Oelingrath 2 und 3 stehen auf der städtischen Denkmalliste.

## Infrastruktur
Durch Langenhaus/Oelingrath verkehren im ÖPNV eher sporadisch eine Stadtbuslinie sowie mehrfach täglich ein Bürgerbus. In der Nähe verlaufen mehrere örtliche Wanderwege.
Östlich von Oelingrath befindet sich der Begräbniswald „Im Kempkenholz“.